# Sachiko Yamagishi
Sachiko Yamagishi (japanisch 山岸 佐知子 Yamagishi Sachiko; * 21. Oktober 1973 in der Präfektur Chiba) ist eine ehemalige japanische Fußballschiedsrichterin.
Ab 2003 leitete sie internationale Fußballspiele.
Bei der Asienmeisterschaft 2010 in China leitete Yamagishi zwei Gruppenspiele sowie das Finale zwischen Australien und Nordkorea (1:1 n. V., 5:4 i. E.).
Beim olympischen Fußballturnier 2012 in London pfiff Yamagishi ein Gruppenspiel sowie das Viertelfinale zwischen Großbritannien und Kanada (0:2).
Bei der Asienmeisterschaft 2014 in Vietnam leitete Yamagishi drei Spiele, darunter das Spiel um Platz 3 zwischen China und Südkorea (2:1). Auch bei der darauf folgenden U-20-Weltmeisterschaft 2014 in Kanada leitete Yamagishi vier Spiele inklusive des Spiels um Platz 3 zwischen Nordkorea und Frankreich (2:3).
Im Jahr darauf wurde Yamagishi für die Weltmeisterschaft 2015 in Kanada nominiert. Bei dieser leitete sie zwei Partien in der Gruppenphase.
Yamagishi wurde 2008, 2010 und 2013 als AFC-Schiedsrichterin des Jahres ausgezeichnet. Insgesamt erhielt sie diese Auszeichnung fünf Mal.